# Карл Малон
Карл Ентони Малон (енгл. Karl Anthony Malone; Самерфилд, САД, 24. јул 1963) бивши је амерички професионални НБА кошаркаш. Познат је по надимку „поштар“ и сматра се једним од најбољих крилних центара у историји НБА. Малон је провео својих првих 18 сезона (1985–2003) у НБА лиги играјући за Јута џез и формирао је сјајан дуо са својим саиграчем Џоном Стоктоном. Био је два пута најкориснији играч НБА лиге, 14 пута НБА Ол-стар и 11 пута члан Ол-НБА првог тима. Са 36.928 поена у каријери, заузима треће место најбољих стрелаца свих времена у НБА, иза Леброна Џејмса и Карима Абдул Џабара, и држи рекорде по броју покушаја и изведених слободних бацања.
Малон је играо колеџ кошарку на Технолошком универзитету Луизијане. У своје три сезоне са Луизијанa Техом, помогао је кошаркашком тиму Булдогс да освоји први НЦАА турнир у историји 1984. и да освоји прво место у Саутленд конференцији 1985. године. Јута џез га је изабрао у првој рунди НБА драфта 1985. као 13. пика у укупном избору. Малон се појављивао у плеј-офу сваке сезоне у својој каријери, укључујући и НБА финале 1997. и 1998. са Јутом. Своју последњу сезону одиграо је за Лос Анђелес лејкерсе, са којима је играо своје треће финале 2004. Малон се такође такмичио са репрезентацијом Сједињених Држава на Летњим олимпијским играма 1992. и 1996. године — обе године је освојио златне медаље. Године 1996, у оквиру обележавања 50. годишњице НБА лиге, Мaлон је проглашен за једног од 50 најбољих играча свих времена именовањем у НБА тим поводом 50. годишњице. У октобру 2021. године, Малон је поново добио част као један од највећих играча лиге свих времена именовањем у НБА тим поводом 75. годишњице.
Након повлачења из НБА лиге, Малон се 2007. године придружио особљу кошаркашког тима Луизијана Тех Буллдогс и био је уврштен у кошаркашку кућу славних 2010. два пута — због своје индивидуалне каријере, и као члан мушког олимпијског тима Сједињених Држава 1992.

## Детињство и младост
Малон је рођен као осмо од укупно деветоро браће и сестара у сиромашној јужњачкој породици. У Монт Синаиу, месту у којем је одрастао, тада је живело само 200 становника, а од малих ногу мајка га је учила да ће искључиво радом и залагањем нешто постићи у животу. Малонова мајка знала је радити и по три посла да би прехранила велику породицу, и била је толико упорна да никада није тражила социјалну помоћ, иако је на њу имала право. Отац га је напустио када му је било четири године. Док је био мањи, Малон никада није изразио жељу за играњем кошарке. У средњој школи био је сјајан кошаркаш и своју је екипу одвео до три титуле државног првака. Због лоших оцена, Малон се замало није успео уписати на универзитет, али га је мајка натерала да упише неки универзитет, а Малон се одлучио за Луизијана Тек. Целу прву годину универзитета, Малон није могао наступати за кошаркашку екипу због лоших оцена, али их је касније поправио. Два пута одвео је екипу до НЦАА такмичења и у то је време од једног новинара добио надимак по којем је и данас познат - Поштар. Након треће године универзитета, Малон се пријавио на NBA драфт.

## NBA каријера
Изабран је као 13. избор NBA драфта 1985. од стране Јута Џеза. У првој сезони с џезерима, Малон је просечно постизао 14,9 поена и 8,9 скокова. Након прве сезоне, челници Јуте увидели су Малонеов потенцијал па су одлучили мењати Адриана Дантлија у Детроит Пистонсе како би ослободили што више простора за Малона. И нису погрешили јер је идуће сезоне Малон значајно поправио статистике те је просечно постизао 21,7 поена и 10,9 скокова. У исто време резервни плејмејкер Џон Стоктон, добијао је све више прилика па су га и навијачи заволели. У сезони 1987./88. Малон је просечно постизао 27,1 поена и остварио је место у Ол-NBA првој петорци и тада је остварио наступ на Ол-Стар утакмици и започео невероватан низ од чак 14 узастопних Ол-Стар наступа. Џезери су сезону завршили са скором 47-35, а у првом кругу плејофа победили су Портланд Трејлблејзерсе. У другом кругу плејофа намучили су касније прваке Лос Анђелес Лејкерсе који су их победили у седам утакмица. Током плејофа Малоне је просечно постизао 29 поена по утакмици.
Следеће сезоне Малон је просечно постизао 29,1 поена и 10,7 скокова. На Ол-Стар утакмици 1989. Малон је постигао 28 поена, 9 скокова и 3 асистенције и тада је освојио своју прву од две награде за најкориснијег играча Ол-Стар утакмице. Џезери су сезону завршили са скором 51-31, али су изгубили у првом кругу плејофа од Голден Стејт Вориорса. У сезони 1990/91. Малон је унапредио статистику на просек од 31 поен и 11,1 скокова по утакмици. У плејофу поново су испали већ у првом кругу, али овог пута од Финикс Санса. Наредне сезоне Стоктон је играо фантастично па су он и Малон оформили један од најбољих тандема ниског и високог играча. Џезери су остварили скор 50-31, а Малон и Стоктон су поделили награду за најкориснијег играча Ол-Стар утакмице. Следећих пет сезона (у периоду од 1992. до 1996) Малон је имао приближно сличну статистику, али Џезери нису успели остварити значајнији резултат у плејофу. Три пута су дошли до финала Запада, али су сва три пута изгубили: 1992. Од Портланд Трејлблејзерса, 1994. Од Хјустон рокетса и 1996. Од Сијетл Суперсоникса.
У сезони 1996/97. Малон је просечно постизао 27,4 поена и заједно са Стоктоном одвео екипу до скора 64-18. Џезери су имали други најбољи скор у лиги, а за своје заслуге, Малон је проглашен најкориснијим играчем лиге. Након лаганог пролаза преко Лос Анђелес Клиперса и Лос Анђелес Лејкерса, у финалу Запада чекали су их Хјустон Рокетси. Џезери су их победили у шест утакмица захваљујући Стоктоновом тројком са звуком сирене. У NBA финалу 1997. чекали су их Чикаго Булси. Булси су победили у прве две утакмице, док су на свом терену Џезери такође победили у идуће две утакмице, понајвише захваљујући Малоуну и његовим 37 поена у трећој и 28 поена у четвртој утакмици. Међутим Булси су победили у идуће две утакмице и свладали Џезере резултатом 4-2, освојивши своју 5. NBA титулу. Идуће сезоне Малон је просечно постизао 27 поена, а Џезери су остварили најбољи скор лиге 62-20. На путу до NBA финала 1998. савладали су Хјустон Рокетсе, Сан Антонио Спарсе и Лос Анђелес Лејкерсе да би их у финалу поново чекали Чикаго Булси. Упркос Малоуновим сјајним партијама, Булси су добили серију у шест утакмица и освојили своју 6. NBA титулу у задњих осам година.
У скраћеној сезони 1998/99. Малон је по други пут проглашен за најкориснијег играча NBA лиге, а Џезери су остварили скор 37-13. Међути испали су у другом кругу плејофа од Портланд Трејлблејзерса. Следеће четири сезоне Џезери нису успели остварити неки већи резултат у плејофу, а Малон је у сезони 2002/03. претекао Вилта Чејмберлена на листи најбољих стрелаца у историји NBA лиге. Малон је заузео друго место са 36.374 поена те је након те сезоне постао слободан играч. У нади да ће освојити NBA прстен, којим би закључио сјајну каријеру, одлучио је да потпише за Лос Анђелес Лејкерсе предвођене Кобијем Брајантом и Шакилом О'Нилом. Малону се у Лејкерсима придружио још један ветеран Гери Пејтон, па су Лејкерси постали главни кандидати за NBA титулу. До финала су додуше стигли, али је у финалној серији Малон истегнуо десно колено. Након четири утакмице играња, упркос повреди, пету је морао пропустити. Пистонси су искористили прилику и остварили победу и тиме узели титулу резултатом 4-1. Упркос бројним понудама других клубова, Малон се 13. фебруара 2005. одлучио на коначно пензионисање од професионалне кошарке.

## Америчка репрезентација
С америчком кошаркашком репрезентацијом, Малон је освојио две златне олимпијске медаље. Будући да је 1989. године укинута дотадашња пракса и коначно допуштен наступ NBA играчима на Олимпијским играма, 1992. године на Олимпијским играма у Барселони Малон је био члан оригиналног  Дрим Тима с којим је и освојио своју прву златну медаљу, а четири године касније на олимпијским играма у Атланти 1996. године осваја и своју другу златну медаљу.